# Chris Tsangarides
Christopher Andrew "Chris" Tsangarides (17 de agosto de 1956 – 7 de janeiro de 2018) foi um produtor musical, engenheiro de áudio e mixador inglês. Ele se tornou mais conhecido pelo seu trabalho com muitas banda de heavy metal, incluindo Judas Priest, Anvil, Gary Moore, Thin Lizzy, Helloween, Angra e Yngwie Malmsteen. Tsangarides também trabalhou com muitos artistas de pop e música alternativa, como Depeche Mode, Tom Jones, e Concrete Blonde. Foi nomeado para um Grammy em 1991.